# والتر لیندن
والتر لیندن (سوئدی: Valter Lidén; ۱۰ مارس ۱۸۸۷ – ۱۳ ژانویهٔ ۱۹۶۹) بازیکن فوتبال اهل سوئد بود.
از باشگاه‌هایی که در آن بازی کرده‌است می‌توان به باشگاه فوتبال گوتبورگ اشاره کرد.